# Col de la Diavolezza
Pour les articles homonymes, voir Diavolezza.
Le col de la Diavolezza est un col de montagne de la chaîne de la Bernina. Situé à 2 958 mètres d'altitude sur la commune de Pontresina, en Haute-Engadine, dans le canton des Grisons, il sépare le val Bernina au nord du val Morteratsch au sud par une longue crête montagneuse entre le Munt Pers et le piz Trovat. 
C'est un site touristique apprécié pour son panorama sur les plus hauts sommets de la région, dont le piz Bernina.

## Toponymie

### Légendes
L'attribution du nom de Diavolezza (littéralement « diablesse », en romanche) est généralement expliquée par quelques légendes locales.
L'une raconte que, il y a très longtemps, une fée des montagnes vivait près du Munt Pers dans un château caché au milieu des rochers. Elle se faisait discrète et n'était aperçue que rarement et furtivement par des chasseurs. Un jour, ceux-ci découvrirent qu'elle avait l'habitude de se rendre au milieu d'un pâturage couvert de fleurs où se trouvait un lac d'un bleu profond afin d'y prendre un bain rafraîchissant. Les jeunes hommes devinrent rapidement fous et décidèrent imprudemment d'essayer de la suivre à travers la montagne. Ils disparurent tous les uns après les autres. Ce fut notamment le cas d'Aratsch que l'on a cherché partout en vain avant de supposer finalement qu'il avait fait une chute fatale dans une crevasse. À la tombée de la nuit, on pouvait entendre une voix plaintive, portée par le vent, qui répétait « mort ais Aratsch » (« Arasch est mort »), ce qui donna plus tard son nom au glacier voisin de Morteratsch. La Diavolezza, qui avait causé la mort des garçons du village, quitta alors la région en criant et ne fut plus jamais revue.
Une autre légende, « Die Jungfrau vom Morteratsch », rapporte que la belle Annetta tomba un jour amoureuse du berger Arasch mais, jugeant le jeune homme bien trop pauvre, sa famille s'opposa à cette relation. Il fut alors contraint de partir à l'étranger dans l'espoir de devenir suffisamment riche. De retour dans la vallée après un long voyage et une absence de plusieurs années, il retrouva sa bien-aimée Annetta sur son lit de mort, terrassée par le chagrin et la nostalgie. Désespéré, il se lança dans l’ascension du glacier avec son cheval, et disparut à jamais. L’esprit d’Annetta, ne trouvant la paix, hanta la région comme une diablesse et criant chaque nuit : « Mort Aratsch, mort Aratsch ! », donnant ainsi son nom au glacier. Le paysan responsable de l'alpage, constatant que cette présence qui appréciait se promener parfois dans la cave à fromage avait une influence positive sur les vaches, accepta cette compagnie. Son successeur voulut en revanche chasser le fantôme d'Annetta mais fut puni par une malédiction qui fit disparaître les pâturages et c'est depuis qu'on appelle cette montagne maudite le Munt Pers (« la montagne perdue », en français).

### Autres toponymes
Parmi les autres lieux locaux auxquels le nom de Diavolezza est associé, figure le lac qu'évoque la légende, le Lej da Diavolezza (littéralement le « lac de la Diavolezza », en romanche), situé à 2 572 m d'altitude, en contrebas du col, sur son versant nord.
L'Ova da Diavolezza est le ruisseau, d'une longueur d'environ 2 kilomètres, qui part du lac, coule jusqu'au bas de la vallée pour se jeter dans la Bernina (Ova da Bernina en romanche, Berninabach en allemand).
Le Corn Diavolezza est une montagne située entre le col et le lac, qui culmine à 2 903 m d'altitude. Son sommet accueille le dernier pylône du téléphérique avant l'arrivée au sommet et des poteaux électriques.

## Activités estivales

### Tourisme
Le site est connu pour offrir un point de vue sur les glaciers Pers et Morteratsch, le piz Palü, le Bellavista et surtout le piz Bernina, lequel est le plus haut sommet des Alpes orientales. Il offre de nombreuses possibilités d'excursions, par exemple l'ascension facile et rapide par des sentiers balisés de deux montagnes de plus de 3 000 m à proximité immédiate : le Munt Pers et son panorama à 360° et le Sass Queder où se trouve le plus haut site de barbecue d'Europe. Des randonnées sont également possibles depuis le col pour descendre vers la vallée, soit en passant par le lac de Diavolezza, soit par le val d'Arlas, soit par la promemade des lacs qui passe par le Lej da Diavolezza, le Lej da las Collinas et le Lej Pers.
Il existe également un sentier thématique sur les glaciers et VR Diavolezza, l’expérience de réalité virtuelle la plus haute du monde, pour expliquer l'évolution des glaciers Pers et Morteratsch et informant qu'il se retirent chaque année de 40 mètres à cause du réchauffement climatique.

### Alpinisme
La Diavolezza est un point de départ important pour les alpinistes qui veulent escalader les plus hauts sommets de la chaîne de la Bernina, comme le piz Bernina, le piz Palü, le Bellavista, le piz Roseg ou encore le piz Morteratsch.
Il est également possible d'effectuer un trekking accompagné d'un guide sur le glacier Pers en direction du piz Palü ou sur le glacier Morteratsch pour descendre jusqu'en plaine.
Des via ferrata sont accessibles gratuitement vers le piz Trovat.

### Berghaus Diavolezza
Connu localement sous le nom « Berghaus Diavolezza », le refuge de la Diavolezza, permet de passer la nuit au col, de prendre un repas au restaurant panoramique Bellavista, au bar du Diavolezza Stübli ou plus simplement au self-service et de se détendre dans le jacuzzi en plein air le plus haut du monde.

## Activités hivernales
Pendant l'hiver, la Diavolezza est un lieu où on pratique essentiellement le ski au sein du domaine Diavolezza-Lagalb.

## Accès
Le versant nord du col est accessible à pied depuis le val Bernina en trois heures et demie environ en passant par le Lej da Diavolezza ou le val d'Arlas. Il est aussi possible de réaliser la montée par les glaciers de Morteratsch et de Pers pour arriver par le sud.
Le téléphérique de Diavolezza (en allemand, Luftseilbahn Diavolezza) relie le val Bernina au Berghaus Diavolezza situé au col. La station inférieure est située à proximité immédiate de la gare ferroviaire Bernina Diavolezza et de la route du col de la Bernina. La station supérieure est au col. Il a été mis en service pour la première fois en 1956 et a été entièrement rénové pour la dernière fois en 2012. L'installation est aujourd'hui équipée de deux cabines d'une capacité de 105 places chacune pouvant se déplacer jusqu'à 10 m/seconde. Il faut généralement moins de 7 minutes pour relier les deux gares distantes de 3 574 m pour un dénivelé de 882 m et quatre pylônes, ce qui permet d'assurer un débit de 800 personnes par heure.
La gare Bernina Diavolezza de la ligne de la Bernina des Chemins de fer rhétiques, située à plus de 2 000 m d'altitude, permet d'arriver à une centaine de mètres de la station de départ du téléphérique de Diavolezza et au départ des sentiers montant vers la Diavolezza,. La ligne de la Bernina permet de relier Saint-Moritz à Tirano depuis 1910. Initialement conçue uniquement pour une utilisation estivale, l'exploitation hivernale débute dès 1913. En 2008, elle est inscrite au patrimoine mondial de l'UNESCO. Le réseau ferroviaire des Chemins de fer rhétiques est implanté dans les principales vallées grisonnes et est le troisième de Suisse par la longueur. La ligne de la Bernina dessert aussi Morteratsch (pour un accès par le glacier) et Bernina Lagalb (pour le val d'Arlas).
La route du col de la Bernina depuis Pontresina ou le val Poschiavo permet d'atteindre le parking situé devant chaque gare[pertinence contestée].